# 华英中学旧址
华英中学旧址，位于中国广东省佛山市禅城区文沙路市第一中学内，为佛山市市级文物保护单位。

## 保护
华英中学旧址为民国时期建筑。1998年4月30日，佛山市人民政府认定其为佛山市文物保护单位。